# Ski-Orientierungslauf-Weltmeisterschaften 1982
Die 4. Ski-Orientierungslauf-Weltmeisterschaften fanden vom 8. Februar bis 12. Februar 1982 in Aigen im Ennstal, Österreich statt.

## Herren

### Einzel
| Platz | Land | Athlet              | Zeit      |
| ----- | ---- | ------------------- | --------- |
| 1     | FIN  | Olavi Svanberg      | 1:39:58 h |
| 2     | FIN  | Pertti Tikka        | 1:40:07 h |
| 3     | NOR  | Sigurd Dæhli        | 1:43:15 h |
| 4     | NOR  | Morten Berglia      | 1:44:02 h |
| 5     | SWE  | Claes Berglund      | 1:44:43 h |
| 6     | FIN  | Veli-Matti Pellinen | 1:46:42 h |

Titelverteidiger:  Pertti Tikka

Länge: 20,5 km

Höhenmeter: 410

Posten: 12

Teilnehmer: 61

### Staffel
| Platz | Land | Athleten                                                       | Zeit      |
| ----- | ---- | -------------------------------------------------------------- | --------- |
| 1     | SWE  | Magnus Lofstedt Claes Berglund Stefan Persson Jan-Erik Thorn   | 3:11:33 h |
| 2     | NOR  | Finn Kinneberg Tore Sagvolden Morten Berglia Sigurd Dæhli      | 3:13:43 h |
| 3     | FIN  | Veli-Matti Pellinen Matti Vaisanen Pertti Tikka Olavi Svanberg | 3:16:31 h |

Titelverteidiger:  Lasse Jonsson, Stefan Persson, Bo Larsson, Jan-Erik Thorn

Länge: 4 × 9,5 km

Teilnehmer: 11 Staffeln

## Damen

### Einzel
| Platz | Land | Athlet           | Zeit      |
| ----- | ---- | ---------------- | --------- |
| 1     | SWE  | Arja Hannus      | 1:15:53 h |
| 2     | FIN  | Mirja Puhakka    | 1:17:22 h |
| 3     | FIN  | Sirpa Kukkonen   | 1:18:34 h |
| 4     | SWE  | Ulla Klingström  | 1:19:58 h |
| 5     | FIN  | Sinikka Kukkonen | 1:19:59 h |
| 6     | FIN  | Irmeli Peltola   | 1:19:59 h |

Titelverteidigerin:  Mirja Puhakka

Länge: 13,0 km

Höhenmeter: 280

Posten: 8

Teilnehmerinnen: 41

### Staffel
| Platz | Land | Athleten                                      | Zeit      |
| ----- | ---- | --------------------------------------------- | --------- |
| 1     | SWE  | Ulla Klingström Susanne Lindgren Arja Hannus  | 2:20:37 h |
| 2     | FIN  | Sinikka Kukkonen Sirpa Kukkonen Mirja Puhakka | 2:29:01 h |
| 3     | NOR  | Ranveig Narbuvold Sidsel Owren Toril Hallan   | 2:44:01 h |

Titelverteidiger:  Mirja Puhakka, Kaija Silvennoinen, Sinikka Kukkonen

Länge: 3 × 7,6 km

Teilnehmer: 9 Staffeln

## Medaillenspiegel
| Platz | Land     | Gold | Silber | Bronze | Gesamt |
| ----- | -------- | ---- | ------ | ------ | ------ |
| 1     | Schweden | 3    | -      | -      | 3      |
| 2     | Finnland | 1    | 3      | 2      | 6      |
| 3     | Norwegen | -    | 1      | 2      | 3      |